# Chronobiologie chez les vaches laitières
Des principes de chronobiologie permettent d’améliorer la production de lait chez les vaches laitières. 
La manipulation du cycle jour-nuit a une influence sur cette production. Des vaches exposées à une plus longue période d’éclairement produisent plus de lait que des vaches exposées à des photopériodes naturelles . Cependant, ce n'est pas la quantité totale de lumière qui est importante pour augmenter la persistance de la lactation, mais bien le moment auquel on expose la vache à la lumière. Une exposition lumineuse dans la phase photosensible du rythme est nécessaire .
Une phase photosensible est présente dans le rythme circadien des nombreuses hormones synthétisées par les vaches laitières en lactation . En effet, la sécrétion des hormones comme la prolactine et la somatotrophine est influencée par la photopériode à laquelle les vaches sont exposées . La synthèse de la mélatonine est aussi affectée par la photopériode . En considérant le moment de la traite et la saison, la concentration de mélatonine dans le lait peut être optimisée, donnant ainsi du lait riche en mélatonine . La phase photosensible joue aussi un rôle dans les rythmes circadiens de divers événements de reproduction, comme la parturition .
La température corporelle et la température de différents organes des vaches laitières présentent des rythmes , ceux-ci étant influencés par de nombreux paramètres .

## Effet photopériodique du cycle jour-nuit sur la lactation
La manipulation du cycle jour-nuit peut influencer la production de lait chez les vaches laitières. En effet, des vaches exposées à un cycle de 16 heures de lumière et 8 heures d'obscurité (16L:8D) produisent 6,7% plus de lait par jour que des vaches soumises à des photopériodes naturelles (9 à 12 heures de lumière). Cependant, une expérience réalisée par Tanida et ses collègues démontre que plus de 18 heures de lumière n'augmente pas davantage la production de lait chez la vache . Cette expérimentation a comparé deux groupes de vaches, soit un premier groupe exposé à un cycle 18L:6D et un deuxième groupe exposé à un cycle 24L:0D. Les chercheurs n’ont noté aucune différence significative dans la production de lait entre les deux groupes . Ce n’est donc pas la quantité totale de lumière qui est importante .
L'effet photopériodique du cycle jour-nuit dépend plutôt du moment auquel on expose la vache à la lumière. Grâce à l’expérience d’Evans et Hacker, il est maintenant connu qu’une phase photosensible est présente entre 13 et 15 heures après le crépuscule subjectif chez les vaches laitières . Leurs résultats ont démontré que l’impulsion de lumière donnée entre 18h00 et 20h00 stimule la phase photosensible des rythmes circadiens impliqués dans la lactation. L’exposition à la lumière dans cette phase est donc nécessaire pour obtenir une réponse photopériodique et ainsi une augmentation de la persistance de la lactation. On peut donc améliorer la production de lait en utilisant des principes de chronobiologie .

## Impact sur la production d’hormones
La prolactine et la somatotrophine sont des hormones jouant un rôle dans la production de lait chez les mammifères . La production de ces hormones chez les vaches laitières dépend de la photopériode à laquelle elles sont soumises. Lorsque les vaches sont soumises à des éclairages entrecoupés au bon moment de la journée, la relâche de prolactine et de somatotrophine est induite. Il y a donc une phase photosensible dans le rythme circadien de la production de ces hormones chez les vaches laitières. Cette phase photosensible a lieu environ 13 à 15 heures après le crépuscule subjectif . 
La mélatonine est une hormone jouant un rôle dans la régulation du rythme circadien et du sommeil . La photopériode et le nombre d’heures d’obscurité affectent la sécrétion de la mélatonine. Dans la noirceur, la mélatonine est sécrétée en grande quantité jusqu’à ce que la lumière soit à nouveau détectée . Chez les vaches laitières, le moment de la traite et la saison de l’année sont des variables reliées à l’éclairement. Romanini et ses collaborateurs ont démontré que ces variables ont un impact considérable sur la concentration de mélatonine trouvée dans le lait des vaches . Lorsque la traite est effectuée pendant la nuit, mais aussi en hiver, la concentration en mélatonine dans le lait est supérieure à celle du lait obtenu le jour pendant l’été. Selon eux, commercialiser du lait riche en mélatonine pourrait être bénéfique pour la population, mais aussi pour les compagnies agricoles . Prenant en considération ces variables, certains pays ont commercialisé du lait riche en mélatonine qui faciliterait le sommeil. Certaines compagnies telles que « Lullaby Milk », originaire d'Irlande, proclament leur produit laitier comme étant du lait thérapeutique, riche en mélatonine. 

## Manipulation chronobiologique de la parturition
Un rythme circadien de la parturition est observé chez les vaches laitières. Ce rythme contient une phase photosensible entre 18h00 et 20h00, soit environ 13 à 15 heures après le crépuscule subjectif. Les chercheurs Evans et Hacker ont étudié la manipulation chronobiologique du moment de vêlage et du comportement chez les vaches laitières . Ils ont utilisé 32 vaches arrivées à leur huitième mois de gestation pour réaliser leur étude. Le groupe contrôle était constitué de vaches exposées à un éclairage continu de 12 à 13 heures, comme dans une étable standard. Les autres vaches étaient plutôt soumises à des éclairages entrecoupés totalisant 8 heures d’éclairage. Ces dernières obtenaient un éclairage de six heures entre 05 h 00 et 11 h 00, puis un éclairage de deux heures soit entre 15 h 00 et 17 h 00, 18 h 00 et 20 h 00 ou 21 h 00 et 23 h 00. L'heure du vêlage et des comportements spécifiques (temps passé à manger, se tenir debout, se coucher) ont été observés. Les vaches soumises à l’éclairage entrecoupé terminant par la période de 18 h 00 et 20 h 00 démontraient une synchronisation de leur comportement entre elles. Cette période d’éclairage diminuait la caractéristique aléatoire de l’heure du vêlage chez les vaches. À partir de ces résultats, les chercheurs ont donc conclu que la parturition chez les vaches laitières est réglée par un rythme circadien. Le moment de la parturition peut donc être contrôlé par des principes chronobiologiques .

## Rythmes de la température corporelle
La vache laitière est un organisme homéotherme . En fait, leur température corporelle est constamment maintenue grâce à différents comportements et processus métaboliques engendrés lors de variations des conditions environnementales . Dépendamment des circonstances, des indices intrinsèques (ingestion d’eau et de nourriture, cycle d’œstrus, lactation) et extrinsèques (température ambiante, saison, longueur des jours) peuvent agir comme paramètres ayant un effet sur la chronobiologie thermale des vaches laitières .
À la suite de leur étude à l’aide de thermistances, Bitman et ses collaborateurs en sont arrivés à la conclusion que la température corporelle des vaches laitières et de leurs pis en lactation présentent 2 rythmes distincts . Premièrement, il existe un rythme circadien diphasique avec une période de 12 heures. Deuxièmement, un rythme ultradien d’une période d'environ 90 minutes s’ajoute à ce rythme circadien. Cela représente un mécanisme de régulation du cycle qui équilibre les taux de production et de perte de chaleur entre l’animal et son environnement .
À leur tour, Piccione et Refinetti ont mesuré les températures corporelles de vaches laitières à l’aube et au crépuscule pendant une période de deux mois . Ils ont observé une augmentation évidente de la température corporelle coïncidant au jour d’œstrus, soit la période durant laquelle une femelle mammifère est en ovulation tout en étant réceptive à un partenaire sexuel .